# Closure In Moscow
Closure In Moscow est un groupe de rock progressif australien, originaire de Melbourne. Il est formé en 2006.

## Biographie
Formé en 2006 à Melbourne, le groupe est composé, d'après eux, « d'amis de lycée, d'un mec piqué à un autre groupe, et d'un gars rencontré dans un salon de coiffure. » Chris deCinque avoue avoir d'abord été batteur avant d'être le chanteur du groupe : il a auparavant joué dans « quelque chose comme cinq groupes. » Après avoir joué à la mi-2007 avec le groupe de post-hardcore américain Saosin, leur popularité grandit et ils ont de bonnes critiques dans le magazine américain Alternative Press. Après avoir signé chez le label australien Taperjean Records début 2008, ils ont eu une solide exposition radio internationale, ce qui leur a permis d'augmenter leurs fans basés aux États-Unis et en Europe.
En novembre 2008, des mois avant l'annonce officielle, le groupe confirme sa délocalisation aux États-Unis. Closure in Moscow met un terme à son contrat avec le label Science Records. Ils partent en 2009, les membres se dirigeant par la suite, et tout naturellement, en studio pour enregistrer leur premier album. Le producteur de The Penance and the Patience, Kris Crummett, revient pour produire l'album, First Temple, qui est publié le 5 mai 2009. Le groupe use de divers instruments comme la contrebasse, la trompette, et le trombone. Ils tournent en février 2009, après la fin des enregistrements de l'album. Le groupe filme sa délocalisation aux US et la production de l'album, qui s'accompagnera d'un documentaire. L'album atteint la cinquième place de l'AIR Album 100 % Indie Chart et sont mentionnés dans la liste des 100 groupes à découvrir en 2009 du magazine Alternative Press.
En janvier 2009, Closure in Moscow deviendra l'un des 1 100 groupes à jouer au festival South by Southwest. Ils se joignent à Emery à des dates au Zumiez Couch Tour 2009, puis à la tournée Thee Summer Bailout Tour avec Emery, Kiros, Maylene and the Sons of Disaster, Ivoryline et Secret and Whisper.
En 2017, le groupe revient de sessions d'écriture pour jouer avec Protest the Hero.

## Influences musicales et critiques
Leur premier disque a souvent été comparé à Translating the Name, le premier EP de Saosin : selon la presse australienne, ils ont beaucoup de similitudes. Closure in Moscow possède ce qui a fait de Saosin un groupe si populaire. Ils ont ensuite, et encore aujourd'hui, été très comparés aux groupes de Rock progressif et de Rock expérimental The Mars Volta et Circa Survive. 
Ils ont aussi été rapprochés du groupe de post-hardcore Chiodos. Ils « ont plus en commun avec des groupes comme Rush ou Tool qu'avec leurs compatriotes Australiens AC/DC ». Le guitariste Michael Barrett fait allusion à l'influence de groupes des années 1970 comme King Crimson ou encore Yes dans le jeu du groupe.

## Membres
- Christopher deCinque  - chant
- Mansur Zennelli  - guitare, chant
- Michael Barrett - guitare
- Beau McKee - batterie
- Brad Kimber - basse

## Discographie

### Albums studio
- 2009 : First Temple
- 2014 : Pink Lemonade

### EP
- 2008 : The Penance and the Patience